# Don’t Cry
Don’t Cry – ballada rockowa skomponowana przez Guns N’ Roses, wydana w dwóch wersjach. Wersja z oryginalnymi słowami jest czwartym utworem na płycie Use Your Illusion I, zaś utwór z alternatywnym tekstem umieszczony został na Use Your Illusion II. W wariantach tych różnią się nie tylko same słowa, ale także czas trwania, jak i melodia. Piosenka ma także trzecią wersję, nigdy oficjalnie nie przedstawioną, która nagrana została w czasie tworzenia krążka Appetite for Destruction w 1986.

## Piosenka
Oprócz głosu Axla Rose’a słyszymy także wokal Shannona Hoona z grupy Blind Melon, który jest przyjacielem Axla z dzieciństwa. Ponadto występuje w teledysku tego utworu.
„Don’t Cry” jest pierwszą piosenką napisaną przez zespół która tworzy tak zwaną „Trylogię Illusions”, czyli trzech piosenek umieszczonych na płycie Use Your Illusion. Razem z „Estranged” i „November Rain” jest to forma opowiadania historii „Without You” napisanej przez Dela Jamesa, która zainspirowała Axla do stworzenia tych piosenek.
Rose twierdzi, że piosenka mówi o dziewczynie, z którą umówił się pewnego razu Izzy Stradlin. Podobała się ona również Axlowi, starał się zwrócić jej uwagę na swoją osobę. Siedząc na zewnątrz The Roxy, Rose rozpłakał się, gdy dziewczyna powiedziała mu do widzenia; na płacz zareagowała słowami, „don’t cry”, w następstwie Rose napisał w przeciągu kilku minut piosenkę wraz ze Stradlinem jeszcze tej samej nocy.
Piosenka uplasowała się na dziesiątym miejscu w konkursie Billboard Hot 100, był to już piąty utwór, który znalazł się wśród pierwszej dziesiątki tego konkursu.
Zespół zagrał tę piosenkę na bis po raz pierwszy od 1993 roku 14 lipca 2007 roku podczas koncertu w Tokio. Zagrali ją ponownie 15 i 17 lipca w Japonii.

## Teledysk
Teledysk do tej piosenki, podobnie jak kilka innych stworzonych do albumów Use Your Illusion został wyreżyserowany bardziej filmowo, niż było to robione wcześniej przez innych wykonawców. Jest głównym motywem przewijającym się w tym teledysku jest sąd na temat tego, co jest lepsze: żona czy wewnętrzna walka emocji. Przez fanów zespołu ten teledysk został okrzyknięty jednym z najlepszych w historii zespołu.
Fani nie mogą zdecydować się, czy jest to pierwsza czy druga część nieoficjalnej trylogii. Większość fanów uważa, że jest to początek tego trzyczęściowego opowiadania, który ukazuje problemy między relacjami Axla i jego dziewczyny (o czym też śpiewa w utworze „November Rain”). Inna interesująca teoria mówi, że jest to druga w kolejności piosenka w tym zbiorze. W tej interpretacji teledysk opowiada jak Axl wspomina i marzy o swej zmarłej żonie. Na początku trzeciego odcinka serii – „Estranged”, SWAT mówi, że złapali Axla w jego domu, gdy śnił o opowieści znanej nam z piosenki „Don’t Cry”. Zwolennicy tej wersji twierdzą, że Axl rozmawiał o tym śnie z terapeutą i teraz walczy z bronią, która wraca do niego w koszmarnym śnie.
Zauważalna jest też w innej scenie baseballowa czapka z logiem zespołu Nirvana obok lewej nogi Axla, gdy on leży w gabinecie psychiatrycznym. Rose bardzo lubi ten zespół i nawet zapytał go dwa razy, czy wystąpi okazyjnie podczas trasy koncertowej „Use Your Illusion”. Jednak lider grupy Nirvana – Kurt Cobain nie cierpiał zespołu Guns N’ Roses (co wyraża w książce „Come As You Are” stworzonej przez Michaela Azerrada) i zdecydowanie odmówił wzięcia udziału w tym przedsięwzięciu. Płyty obu zespołów wydała wytwórnia Geffen Records.
W pierwszej scenie jest zauważalne podobieństwo do książki „Roland” Stephena Kinga w wersji z miękką okładką, w którym widać kruka odbijającego się w oku dziecka. Rose jest również podobnie ubrany do zabójcy występującego w tej książce.